# كوهي شين
كوهي شين (باليابانية: 進昂平) هو لاعب كرة قدم ياباني، ولد في 4 يونيو 1995 في سايتاما في اليابان. لعب مع YSCC Yokohama ‏.

## وصلات خارجية
- كوهي شين على موقع رابطة كرة القدم اليابانية للمحترفين (اليابانية)
- كوهي شين على موقع قاعدة بيانات كرة القدم.إي يو (الإنجليزية)
- كوهي شين على موقع Soccerway.com (الإنجليزية)
- كوهي شين على موقع عالم كرة القدم.نت (الإنجليزية)